# عرض الحصن (ذي السفال)

تعديل مصدري - تعديل

عرض الحصن محلة تابعة لقرية بحرانة، التابعة لعزلة السيف بمديرية ذي السفال إحدى مديريات محافظة إب في الجمهورية اليمنية، بلغ تعداد سكانها 21 حسب تعداد اليمن لعام 2004.